# پولاکایو
مکان تاریخی صنعتی پولاکایو در بخش پوتوسی بولیوی واقع شده است. مرکز معدنکاری در اطراف هوآنچاکا، دومین معدن نقره بزرگ جهان، توسعه یافته و در سال ۱۸۳۳ تأسیس شده است.

مرکز معدن شامل:

- خانه آنیتو آرس
- ماسترانزا
- کارهای ذوب پالایشگاه
- یک آسیاب ریسندگی
- اولین خط آهنی که تا کنون به بولیوی می رسد

پولاگایو همچنین شامل یک قطار است که بوچ کسیدی و سان دنس کید دزدیده‌اند.